# Аполлон-7
«Аполло́н-7» (англ. Apollo 7) — первый пилотируемый космический корабль серии «Аполлон».

## Экипажи
Основной экипаж
- Уолтер Ширра — командир (1-й человек в мире, совершивший 3-й космический полёт)
- Донн Айзли — пилот командного модуля (1-й космический полёт)
- Уолтер Каннингем — пилот лунного модуля (некоторые функции) (1-й космический полёт)

Дублирующий экипаж
- Томас Стаффорд
- Джон Янг
- Юджин Сернан

Экипаж поддержки
- Джон Суайгерт
- Роналд Эванс
- Эдвард Гивенс/Уильям Поуг

## Общие сведения
- Корабль включал в себя командный модуль (образец 101) и не включал лунный модуль.
- Масса корабля 14,7 т.
- Для запуска использовалась ракета «Сатурн-1Б» (образец AS-205).
- Цель полёта — комплексные испытания командного модуля на геоцентрической орбите, а также испытания командно-измерительного комплекса.

## Задачи полёта
Предусматривали в частности:
- ориентацию второй ступени ракеты-носителя с пристыкованным к ней кораблём при помощи двигателей системы ориентации ступени, управляемых командами астронавтов. При этом должна имитироваться ориентация ступени с кораблём для обеспечения перехода на траекторию полёта к Луне.
- причаливание корабля ко второй ступени ракеты-носителя до расстояния 1—2 метра. При этом должно имитироваться причаливание командного модуля к лунному модулю при перестроении отсеков.
- визуальные наблюдения, фотографирование и навигацию с использованием звёзд и наземных ориентиров с геоцентрической орбиты.
- испытания оборудования корабля.
- телевизионные передачи с борта — впервые в практике американских пилотируемых полётов.
- испытания четырнадцати наземных и трёх корабельных станций слежения.

Большинство основных задач было запланировано на первые трое суток одиннадцатисуточного полёта, так что даже в случае аварийного прекращения полёта после трёх суток при условии, что все задачи, намеченные на эти трое суток, были выполнены он, по заявлению руководителей НАСА, всё равно считался бы успешным.
Программа полёта была полностью выполнена.

## Предстартовая подготовка и старт
Предстартовая подготовка в основном проходила в соответствии с графиком. Примерно за два часа до расчётного времени старта астронавты заняли свои места в корабле, и был задраен люк. За тридцать три минуты до расчётного времени старта сломался и застрял на высоте 66 метров аварийный подъёмник на башне обслуживания. Несмотря на это предстартовую подготовку решили продолжить.
За семь минут до расчётного времени старта подготовка была прервана в связи с тем, что поступил сигнал о незавершённости охлаждения одного из двигателей второй ступени ракеты-носителя. Выяснилось, что сигнал был ложным.
Корабль «Аполлон-7» стартовал 11 октября 1968, 15:02:45 GMT в соответствии с расчётным временем.
Ракета-носитель вывела корабль на геоцентрическую орбиту с начальным периодом обращения 89,7 минут.

## Первые сутки полёта
Примерно через полтора часа после старта остатки топлива второй ступени ракеты-носителя были почти полностью стравлены, в результате чего ступень с кораблём получила приращение скорости. Затем астронавты с помощью ручной системы корабля включили вспомогательные двигатели ступени и осуществили несколько поворотов системы «ступень-корабль» по трём осям.

В конце третьего часа полёта астронавты включили систему разделения ступени и корабля, а затем четыре вспомогательных двигателя корабля. В результате корабль отдалился от ступени примерно на 15 метров.
Ширра развернул корабль на 180 градусов по тангажу и на 60 градусов по рысканию, чтобы астронавты могли осуществить причаливание корабля к ступени и фотографирование ступени и оставшегося на ней переходника.
Во время группового полёта, который продолжался 15 минут (вместо сорока по плану), Ширра подводил корабль к ступени на расстояние до 1,2 метра.
Четыре панели, составляющие верхнюю часть переходника, должны были раскрыться на угол 45 градусов. Три панели раскрылись на расчётный угол, а четвёртая только на 30 градусов. Руководители полёта посчитали эту неполадку несущественной, поскольку при всех будущих полётах панели должны были полностью отделяться (так было решено из-за опасений прожога тонкостенного корпуса лунного модуля струёй вспомогательных двигателей основного блока, отражённой от панелей).
По окончании группового полёта были включены вспомогательные двигатели, и корабль перешёл на орбиту, несколько отличную от орбиты ступени. На четвёртом часу полёта орбита корабля была скорректирована с помощью вспомогательных двигателей, чтобы на следующие сутки корабль смог начать эксперимент по сближению со ступенью с исходного расстояния примерно 150 километров.
На пятнадцатом часу полёта на основании траекторных измерений было определено, что возмущение орбиты ступени, обусловленное аэродинамическим торможением, отличается от расчётного, и для проведения эксперимента по сближению орбиту корабля снова скорректировали.

## Вторые сутки полёта
Через двадцать шесть часов после начала полёта начался эксперимент по сближению корабля с обращающейся по орбите второй ступенью ракеты-носителя. Корабль подошёл к ступени примерно на двадцать метров и в течение двадцати минут совершал групповой полёт со ступенью. Затем корабль с помощью вспомогательных двигателей перешёл на другую орбиту с высотой перигея 226 километров и высотой апогея примерно 300 километров. Астронавты вели наблюдение за ступенью с помощью секстанта на расстоянии свыше 550 километров.
Эксперименту по сближению должен был предшествовать первый за полёт сеанс телевизионной передачи с борта. Однако, по просьбе Ширры, сеанс был отменён, поскольку он отвлекал от подготовки к эксперименту.
На сорок пятом часу полёта все астронавты сняли скафандры и надели лёгкие комбинезоны.

## Третьи-десятые сутки полёта
13 октября астронавты производили различные эксперименты и наблюдения, предусмотренные программой полёта. Начиная с этого дня, установился суточный цикл из 16 часов работы и 8 часов отдыха. Ширра и Каннингем отдыхали одновременно. Айзли в этот период дежурил, а сам отдыхал после заступления на дежурство первых двух астронавтов.
Во время четвёртых суток полёта (14 октября) был проведён первый сеанс телевизионной передачи с борта. Он, как и последующие сеансы, длился около 10 минут. Изображение с помощью коммерческой спутниковой системы связи передавалось в Европу.
В этот день отключилась электрическая шина, обеспечивающая питание переменным током. Каннингем с помощью ручного переключателя быстро включил её и этим предотвратил выход из строя преобразователя постоянного тока в переменный. Опасаясь повторного отключения шины, руководители полёта приняли решение немедленно перевести корабль на орбиту с достаточно низким перигеем, чтобы тормозной импульс для схода с орбиты мог быть обеспечен вспомогательными двигателями (при отключении шины невозможно регулирование вектора тяги основного двигателя). Корабль с помощью основного двигателя, проработавшего 9 секунд, был переведён на орбиту с высотой перигея 167 километров и высотой апогея 295 километров.
15 октября был проведён второй сеанс телевизионной передачи. Появились симптомы простуды у астронавтов. Астронавтами отмечалось загрязнение иллюминаторов, которое мешало нормальным наблюдениям. Было произведено включение основного двигателя, в результате высота апогея понизилась до 290 километров. При этом включении имитировалась коррекция траектории на трассе «Земля-Луна».
Во время шестых и седьмых суток полёта производились сеансы телевизионной передачи с борта корабля. Астронавты наблюдали ураган «Глэдис».
18 октября было произведено включение основного двигателя, одной из целей которого являлось опробование ручной системы управления вектором тяги, которая используется в случае отказа автоматической системы. Двигатель проработал 66 секунд, а высота апогея орбиты корабля повысилась примерно до 450 километров. Первые 36 секунд вектор тяги контролировался автоматически, затем Ширра начал регулировать вектор тяги вручную.
19 октября был проведён пятый сеанс телевизионной передачи. Отмечалось, что астронавты стали раздражительными, поскольку они выполнили почти все задачи полёта и были мало заняты. Астронавтам предложили увеличить продолжительность сна.
20 октября было произведено включение основного двигателя, в результате высота апогея понизилась до 435 километров. При этом включении имитировалась коррекция траектории на трассе «Луна-Земля». Проведён сеанс телевизионной передачи. Астронавтам было предложено провести ряд дополнительных экспериментов, не предусматривавшихся программой. Ширра от некоторых дополнительных экспериментов отказался, заявив, что они недостаточно продуманы руководителями полёта.
21 октября было произведено включение основного двигателя для обеспечения посадки в заданном районе. Произведён последний сеанс телевизионной передачи с борта. В ходе семи сеансов общей продолжительностью примерно 90 минут, астронавты показывали внутреннее устройство корабля, пульт управления, направляли камеру на себя, а также через иллюминаторы корабля производили съёмку отдельных областей Земли. Астронавты демонстрировали перемещение в состоянии невесомости, «плавающие» по отсеку объекты, процесс приготовления пищи и ряд операций по управлению кораблём. Некоторые сеансы, по определению руководителей полёта, превращались в «клоунаду». Впоследствии астронавтам было приказано относиться к телевизионным сеансам более серьёзно.

## Одиннадцатые сутки полёта и возвращение на Землю
22 октября корабль, в соответствии с программой, был возвращён на Землю. У астронавтов, вследствие насморка были заложены дыхательные пути, и они опасались, что при резком повышении давления в период возвращения на землю может возникнуть острая боль в ушах и даже лопнуть барабанные перепонки. В связи с этим астронавты просили руководителей полёта разрешить им в период возвращения на землю не надевать скафандров и шлемов, чтобы при резком повышении давления в отсеке астронавты могли заткнуть нос и сделать глотательное движение. Астронавтам разрешили оставаться без шлемов, но скафандры обязали надеть. Чтобы избежать травм, астронавты обложили головы комбинезонами.
Существовали опасения, что в основном районе приводнения может пройти ураган «Глэдис» и условия посадки будут неблагоприятными, однако ураган прошёл стороной.
На 164-м витке (260-й час полёта) был включён основной двигатель для обеспечения схода с орбиты, и астронавты начали цикл операций по отделению отсека экипажа от двигательного отсека.
Отсек экипажа вошёл в атмосферу на высоте примерно 120 километров над штатом Техас. Приводнение отсека произошло 22 октября 1968, 11:11:48 GMT. Ошибка относительно расчётной точки приводнения составила по дальности 5 километров и 4,3 километра в сторону. Отсек приводнился в 12 километрах от авианосца «Эссекс».
Волны и не сразу отделившиеся парашюты перевернули отсек днищем вверх. Антенны радиомаяка, работающего в диапазоне метровых волн, оказались под водой, в результате чего с отсеком в течение 15 минут не могли установить связь. С помощью трёх надувных баллонов отсек был перевёрнут в расчётное положение (днищем вниз) и связь с ним восстановилась. Вертолёт визуально обнаружил отсек через 22 минуты после приводнения. Через 25 минут после приводнения, сброшенные с вертолёта лёгкие водолазы подвели под отсек понтон. Экипаж подняли на борт вертолёта и доставили на авианосец через 56 минут после приводнения. Отсек экипажа был поднят на борт авианосца через час. Телевизионный репортаж об операциях по спасению астронавтов передавался в прямом эфире через спутник в США и Европу. На следующие сутки астронавты были доставлены самолётом на Мыс Канаверал, где в течение трёх дней отчитывались о полёте. Отсек экипажа был доставлен на завод-изготовитель, где в дальнейшем использовался для испытаний.

## Некоторые итоги полёта
Были проведены успешные испытания основного блока, который, после этого полёта сочли достаточно отработанным для полёта к Луне. Были получены медико-биологические данные, которые в сочетании с данными полученными при полётах кораблей серии «Джемини» послужили основой при планировании лунных экспедиций.
Руководители NASA высказали надежду, что успешным полётом корабля они восстановили доверие общества к космической программе и улучшили отношения с Конгрессом.
В результате полёта программа «Аполлон» снова вошла в график, предусматривавший высадку астронавтов на Луну до 1970 года.

## Источник
Программа «Аполлон». Часть II. Обзор по материалам открытой иностранной печати. Составитель: Гольдовский Д. Ю. ГОНТИ—1. Июль 1971. Тираж 650 экз. Экз.№ 0016